# Pineus havrylenkoi
Pineus havrylenkoi är en insektsart som beskrevs av Blanchard 1944. Pineus havrylenkoi ingår i släktet Pineus och familjen barrlöss. Inga underarter finns listade i Catalogue of Life.